# In taberna quando sumus

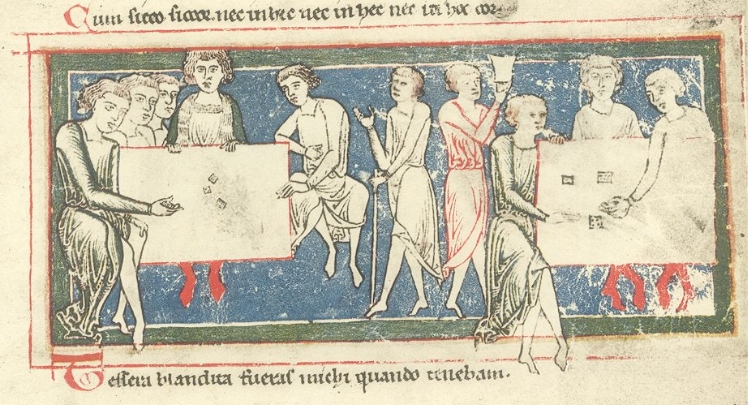
Joueurs et buveurs illustrés dans le Codex Buranus

In taberna quando sumus (en français: « Quand nous sommes à la taverne ») est un poème en latin médiéval composé par des moines goliards. Il fait partie de la compilation en neumes de chants profanes et religieux connus sous le nom de Carmina Burana, écrit entre les xiie et xiiie siècles. Il a été mis en musique entre 1935 et 1936 par le compositeur allemand Carl Orff dans le cadre de sa propre version de Carmina Burana qui a été joué pour la première fois à l'Opéra de Francfort le 8 juin 1937. Dans la Carmina Burana de Carl Orff, cette chanson à boire est le 14e mouvement de la section  4 intitulée, In Taberna. Le poème est en grande partie en tétramètre trochaïque.

## Paroles issues du livret de Carl Orff
In taberna quando sumus,

non curamus quid sit humus,

sed ad ludum properamus,

cui semper insudamus.

Quid agatur in taberna

ubi nummus est pincerna,

hoc est opus ut queratur,

si quid loquar, audiatur.

Quidam ludunt, quidam bibunt,

quidam indiscrete vivunt.

Sed in ludo qui morantur,

ex his quidam denudantur

quidam ibi vestiuntur,

quidam saccis induuntur.

Ibi nullus timet mortem

sed pro Baccho mittunt sortem:

Primo pro nummata vini,

ex hac bibunt libertini;

semel bibunt pro captivis,

post hec bibunt ter pro vivis,

quater pro Christianis cunctis

quinquies pro fidelibus defunctis,

sexies pro sororibus vanis,

septies pro militibus silvanis.

Octies pro fratribus perversis,

nonies pro monachis dispersis,

decies pro navigantibus

undecies pro discordantibus,

duodecies pro penitentibus,

tredecies pro iter agentibus.

Tam pro papa quam pro rege

bibunt omnes sine lege.

Bibit hera, bibit herus,

bibit miles, bibit clerus,

bibit ille, bibit illa,

bibit servus cum ancilla,

bibit velox, bibit piger,

bibit albus, bibit niger,

bibit constans, bibit vagus,

bibit rudis, bibit magus.

Bibit pauper et egrotus,

bibit exul et ignotus,

bibit puer, bibit canus,

bibit presul et decanus,

bibit soror, bibit frater,

bibit anus, bibit mater,

bibit ista, bibit ille,

bibunt centum, bibunt mille.

Parum sexcente nummate

durant, cum immoderate

bibunt omnes sine meta.

Quamvis bibant mente leta,

sic nos rodunt omnes gentes

et sic erimus egentes.

Qui nos rodunt confundantur

et cum iustis non scribantur.

Io io io io io io io io io!
Quand nous sommes à la taverne,

nous ne pensons pas à redevenir poussière,

nous nous pressons de jouer,

ce qui nous fait toujours transpirer.

Ce qu'il se passe à la taverne,

où l'argent est notre échanson,

vous pouvez vous le demander,

alors qu'on écoute ce que j'ai à dire.

Certains jouent, d'autres boivent,

quelques-uns sont sans distinction.

Mais de ceux qui jouent,

certains sont dépouillés de leur habit,

d'autres gagnent leurs vêtements ici,

quelques-uns finissent en sac.

Ici, personne ne craint la mort,

mais jettent leurs dés au nom de Bacchus.

C'est pour le marchand de vin

que les libertins boivent,

un coup pour les prisonniers,

puis trois pour les vivants,

quatre pour tous les chrétiens,

cinq pour les fidèles défunts,

six pour les sœurs débauchées,

sept pour les voleurs dans les bois.

Huit pour les frères égarés,

neuf pour les moines dispersés,

dix pour les marins,

onze pour les querelleurs,

douze pour les pénitents,

treize pour les arpenteurs.

Pour le Pape comme pour le roi

ils boivent tous sans retenue.

La maîtresse boit, le maître boit,

le soldat boit, le prêtre boit,

celui-là boit, celle-là boit,

le serviteur boit avec la servante,

le vif boit, le mou boit,

le blanc boit, le noir boit,

le sédentaire boit, le vagabond boit,

le sot boit, le sage boit.

Le pauvre et le malade boivent,

l'exilé et l'étranger boivent,

le garçon boit, le vieillard boit,

l'évêque et le diacre boivent,

la sœur boit, le frère boit,

la vieillarde boit, la mère boit,

celle-là boit, celui-là boit,

cent boivent, mille boivent.

Six cent pièces ne suffiront pas,

si tout le monde boit

abondamment et sans mesure.

Même s'ils boivent allègrement,

nous sommes ceux que tout le monde raille,

et c'est pourquoi nous sommes démunis.

Que ceux qui nous calomnient soient maudits

et ne soient jamais inscrits parmi les justes.

Io io io io io io io io io !

### Différences avec le manuscrit
Les paroles utilisées par Carl Orff affichent une modification de la dernière strophe où l'orignal : « parum durant centum sex nummate / ubi ipsi immoderate » est changé en « parum sexcente nummate / durant, cum immoderate ». L'arrangement musical ajoute également l'exclamation « io » à la fin, en la répétant neuf fois.